# Pompa odśrodkowa

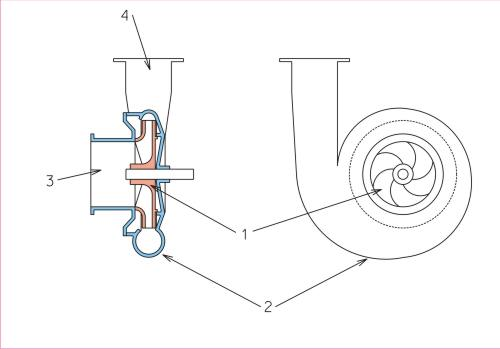
Pompa odśrodkowa

Pompa odśrodkowa – pompa wirowa krętna o wirniku odśrodkowym i o pojedynczej lub przestrzennej krzywiźnie łopatek.
Wirnik (1), o poziomej lub pionowej osi obrotu, umieszczony jest w spiralnym korpusie (2). Dopływ cieczy (3) jest osiowy, zaś odpływ (4) promieniowy w przypadku pompy z poziomą osią obrotu. Przepływ cieczy przez wirnik jest promieniowy. W pompie z pionową osią obrotu zwykle dopływ i przepływ cieczy jest pionowy. Większość pomp paliwa czy pomp płynu spryskiwaczy szyb w pojazdach mechanicznych jest pompami z pionową osią obrotu. Pompy z poziomą osią obrotu są najczęściej stosowane w dużych instalacjach przemysłowych.
Pompy odśrodkowe są najczęściej używanymi pompami. Ich wysokość podnoszenia wynosi do 150 m, a wydajność – w zależności od wielkości wirnika – od kilku centymetrów sześciennych na minutę (dla urządzeń miniaturowych) do kilkunastu tysięcy metrów sześciennych na godzinę (w instalacjach przemysłowych). Za pomocą pomp wielostopniowych można uzyskać wysokość podnoszenia do kilku kilometrów, co pozwala na stosowanie ich w instalacjach odwadniających kopalnie lub do tłoczenia ropy naftowej (z dna odwiertów lub w rurociągach dalekobieżnych). 
Konstrukcja wirnika oraz materiał, z jakiego jest wykonany, mogą być różne. Niewielkie pompki wykonywane są w całości z plastiku; pompy do zawiesin, szlamów lub cieczy agresywnych wyposażone są zwykle w wirniki gumowe.
Sprawność energetyczna pomp odśrodkowych leży w zakresie od η = 0,65 (małe) do η = 0,89 (duże). Dla danej konstrukcji sprawność można obliczyć jako iloczyn natężenia przepływu i wytwarzanego ciśnienia podzielony przez zapotrzebowanie na moc.